# Бом (улус)
Бом (рос. Бом) — улус Мухоршибірського району, Бурятії Росії. Входить до складу Сільського поселення Бомського.
Населення —  339 осіб (2015 рік). 